# یواس‌اس دانتلس (اس‌پی-۱۰۰۲)
یواس‌اس دانتلس (اس‌پی-۱۰۰۲) (به انگلیسی: USS Dauntless (SP-1002)) یک کشتی بود که طول آن ۴۵ فوت (۱۴ متر) بود. این کشتی در سال ۱۹۱۷ ساخته شد.